# Silnice II/460
Silnice II/460 je silnice II. třídy, která vede z Úvalna do Jakartovic. Je dlouhá 19,7 km. Prochází jedním krajem a dvěma okresy.

## Vedení silnice

### Moravskoslezský kraj, okres Bruntál
- Úvalno (křiž. I/57, III/4593)

### Moravskoslezský kraj, okres Opava
- Brumovice (křiž. III/4601, III/4605)
- Velké Heraltice (křiž. I/11, III/4607, III/4608, peáž s I/11)
- Bratříkovice (křiž. III/4609)
- Jakartovice (křiž. III/46022, III/46023)
- Deštné (křiž. I/46)